# Arquidiocese Ortodoxa Grega de Buenos Aires e América do Sul
A Arquidiocese Ortodoxa Grega Buenos Aires e América do Sul (em castelhano:  Arquidiócesis Ortodoxa Griega de Buenos Aires y Sudamérica) ou Metrópole de Buenos Aires e América do Sul (em castelhano:  Metrópolis de Buenos Aires y Sudamérica, em grego:  Μητρόπολης Μπουένος Άϊρες και Νοτίου Αμερικής) é uma circunscrição eclesiástica do Patriarcado de Constantinopla com sede na cidade de Buenos Aires, Argentina. Sua jurisdição se estende a Argentina, Brasil, Uruguai, Chile, Paraguai, Peru, Bolívia, Equador, Suriname, Guiana e Guiana Francesa. Seu atual primaz é José, Arcebispo Metropolitano de Buenos Aires, o Mais Ilustre (Hipertimos) e Exarca da América do Sul.

## História
Os primeiros gregos ortodoxos chegaram à Argentina na década de 1880. Desde 1889 esses imigrantes puderam frequentar a Igreja Ortodoxa Russa em Buenos Aires, o primeiro templo ortodoxo inaugurado na Argentina.
Em 1905, o padre Damião da Grécia se estabeleceu em Berisso para atender os imigrantes gregos e em 1907 uma capela foi estabelecida na Galeria do Pacífico na cidade de Buenos Aires. Também em 1905 foi inaugurada a primeira igreja grega em Florianópolis, dedicada a São Nicolau. Mais tarde, mais duas capelas foram estabelecidas sucessivamente em Buenos Aires, nos bairros de Palermo e Villa Crespo, até que a Catedral da Dormição da Theotokos foi construída em 1926. As ondas mais importantes de imigrantes gregos da Grécia e da Ásia Menor chegaram à Argentina entre 1914 e 1935.
Em 11 de maio de 1922, o Patriarca de Constantinopla Melécios criou a Arquidiocese da América do Norte e do Sul com jurisdição sobre todo o continente americano, transferindo de jurisdição da Igreja da Grécia. Em 1937 a arquidiocese enviou a Buenos Aires o primeiro padre permanente, o arquimandrita Fócio Pantos. Em 1950, o Arquimandrita Jacó Papavasilopoulos substituiu Pantos.
Em março de 1950, o arcebispo da América visitou Buenos Aires e concordou em enviar um vigário com o grau de bispo. Como parte da arquidiocese americana, em 1952 foi criado o vicariato territorial de Buenos Aires, com a chegada do Bispo Irineu de Abidos a Buenos Aires. Em 1958 foi sucedido pelo Bispo Timóteo de Rodostolon.
Em 15 de março de 1979, foi criada a Diocese de Buenos Aires e América do Sul como parte da Arquidiocese da América do Norte e do Sul.
Em 30 de julho de 1996, a diocese foi elevada à categoria de metropolitana e separada da arquidiocese americana, com o Bispo Genádio recebendo a categoria de metropolita em 24 de setembro de 1996.
Em 2019, José Bosch foi nomeado Arcebispo Metropolitano, o primeiro argentino a ocupar o cargo de Arcebispo na Igreja Ortodoxa.

## Estrutura

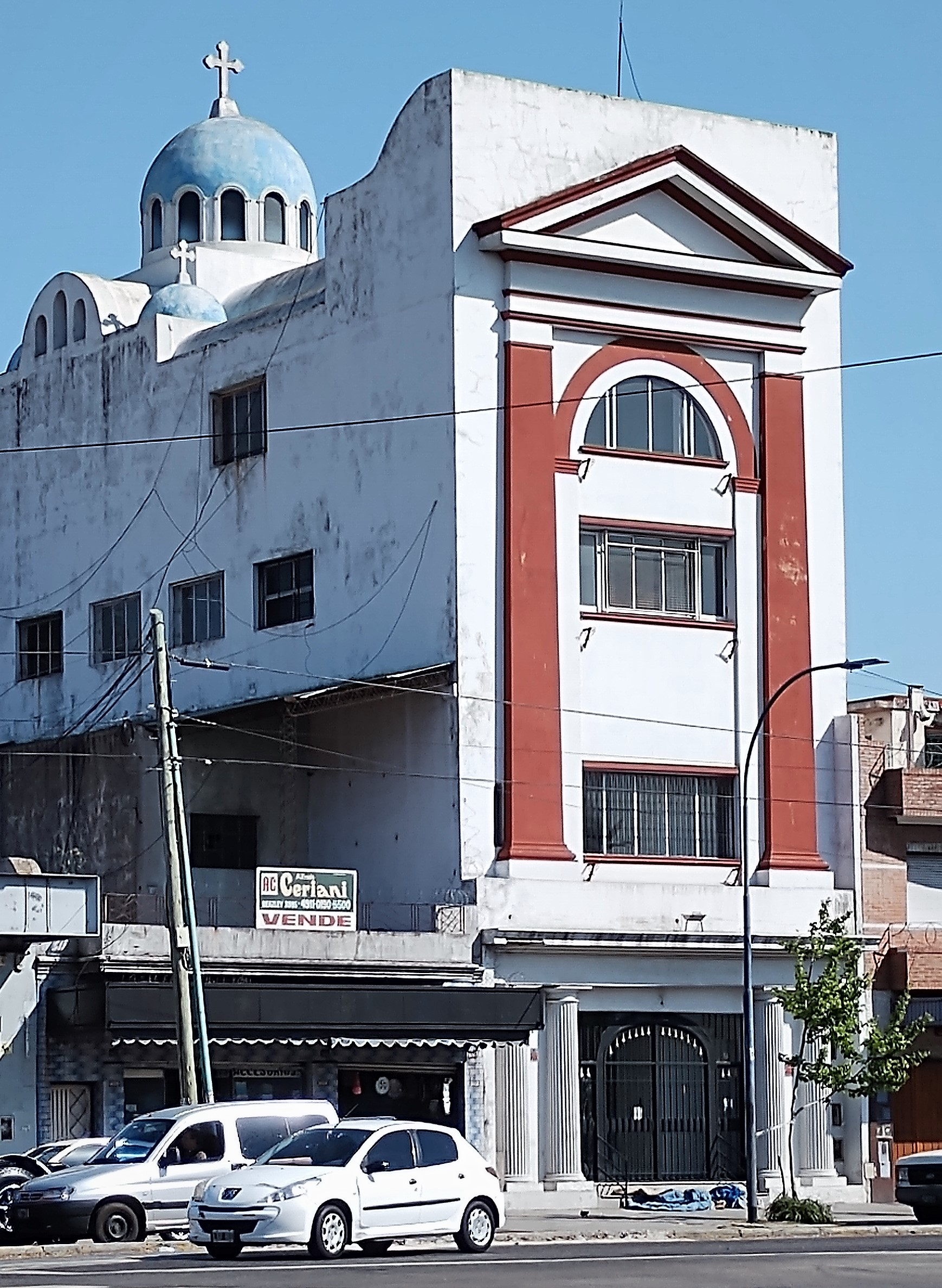
Templo de São Nicolau em Buenos Aires, Argentina.

### Paróquias

#### Argentina
- Catedral da Dormição da Theotokos, Buenos Aires;
  - Capela Metropolitana de São Eleutério, na Sé da Metrópole em Buenos Aires;
  - Capela de São João Crisóstomo, na Catedral de Buenos Aires;
- Templo de São Nicolau, Buenos Aires;
  - Capela de São Nectário, Monte Grande;
- Templo de São Miguel Arcanjo, Remédios de Escalada;
  - Capela de São Nicolau, Berazategui;
- Templo do Espirito Santo, Olivos;
  - Capela de São Esperidião, San Miguel;
- Templo dos Santos Constantino e Helena, Berisso
- Templo de São Jorge, Mar del Plata;
- Templo de São João Precursor, Córdoba;
- Templo de São Nicolau, Comodoro Rivadavia;
- Templo de São Nicolau, Rosario;
- Templo de São Trifão, Mendoza (em construção);
- Templo do Profeta Jonas, Engenheiro White;

#### Brasil
- Templo da Anunciação, Brasília;
- Catedral de São Pedro, São Paulo;
- Templo da Dormição da Theotokos, Cambuci;
- Templo de São Nicolau, Florianópolis
- Templo de São Sava, Curitiba;
- Templo dos Santos Apóstolos, Porto Alegre;
- Templo de Santo André, Rio de Janeiro;
- Templo de São Jorge, Vitória;
- Templo de Santos Pedro Paulo, Goiânia;
- Templo de Panagia Tsampikas, Lins;

#### Chile
- Templo dos Santos Constantino e Helena, Santiago;
- Templo da Dormição da Theotokos, Viña del Mar (ocupado em conflito pela Igreja Ortodoxa de Antioquia);
- Templo do Jardim da Virgem Maria, El Manzano (missão);
- Templo da Santa Cruz, Antofagasta (projetado);

#### Uruguai
- Templo de São Nicolau, Montevideo.

#### Peru
- Templo da Santíssima Trindade, Lima.

#### Equador
- Templo da Transfiguração do Salvador, Quito (projetado);
- Templo de São Pantaleão, Guayaquil (projetado).

Na Bolívia, Paraguai, Suriname, Guiana e Guiana Francesa existem apenas algumas famílias ortodoxas gregas.

## Primazes

### Vigários de Buenos Aires
- Irineu (1952-1958) - Bispo titular de Abidos;
- Timóteo (1958-1960) - Bispo titular de Rodostolon;
- Poliecto (Finfinis) (1960-1962) - Padre;
- Timóteo (Haloftis) (1962-1963)- Padre;
- Melécio (Diakandreou) (1964-1968) (Bispo titular de Aristea);
  - Padres vigários (1968-1970);

- Jacó (Pililis) (1970-1974) - Bispo titular de Catania;
- Timóteo (Negrepontis) (1974-1979) - Bispo titular de Pámfilos.

### Arcebispos de Buenos Aires
- Genádio (Chrysulakis) (1979-2001) - Metropolita desde 1996;
- Tarásios (Antonopoulos) (2001-2019) - Transferido para a Metrópole de Rodópolis;
- José (Bosch) (2019-atualmente).